# Бій на Римарській
У ніч з 14 на 15 березня 2014 року стався бій на Римарській у Харкові. Під час проросійських виступів у місті російські сили та місцеві колабораціоністи спробували взяти штурмом будівлю організації «Патріот України» на вулиці Римарська із застосуванням вогнепальної зброї. Спробу було відбито захисниками будівлі.
Двоє проросійських нападників загинули, кілька людей з обох сторін дістали поранення.

## Передумови

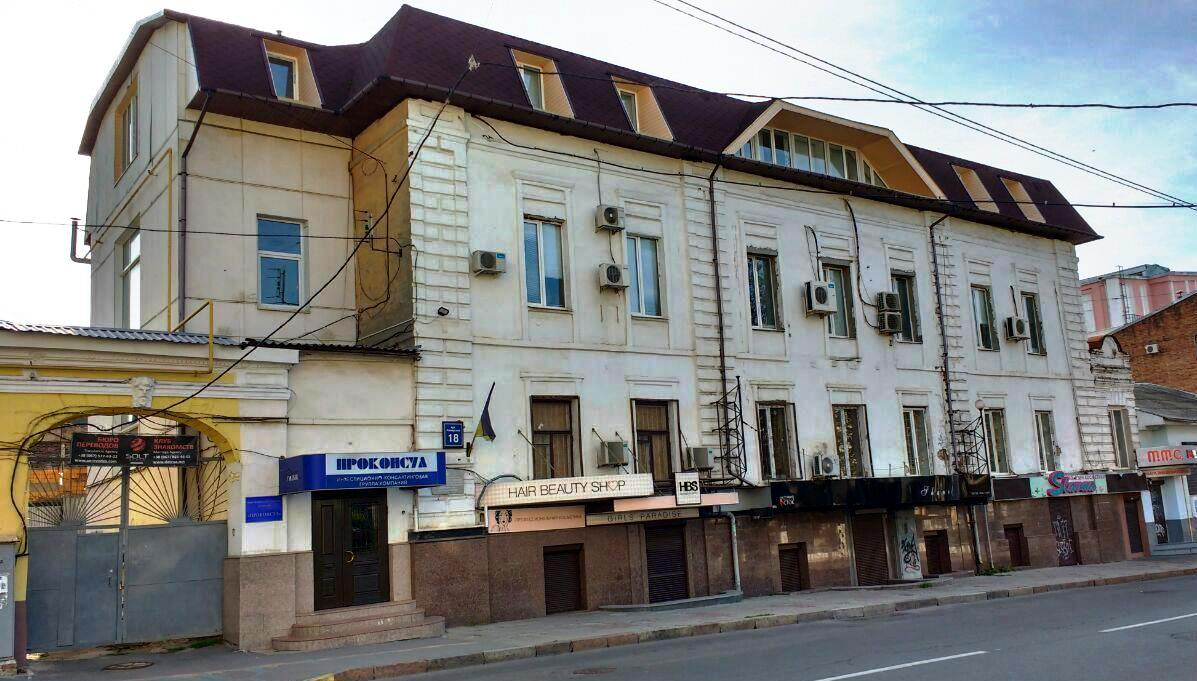
Будинок Харківської «Просвіти», 2018

Бій відбувся в час, коли на фоні початку російської військової окупації Криму і оголошеного Росією наміру провести там референдум щодо входження до складу РФ, розгортались проросійські виступи у ряді міст України, зокрема Донецьку, Луганську, Одесі. Зростав і рівень жорстокості виступів — 13 березня, за день до зіткнення на Римарській, було жорстоко побито учасників мітингу на підтримку цілісності України в Донецьку, від ножових поранень загинув український активіст Дмитро Чернявський.
У приміщенні будинку на Римарській № 18 до 2012 року був офіс організації «Просвіта» у Харкові. Під час подій 2014 року будівля слугувала офісом організації «Патріот України».

## Перебіг подій
14 березня зранку українські сили отримали розвідданні, згідно з якими на вечір проросійські бойовики готували штурм будівлі Римарської.
Близько 18:00 будівлю «Просвіти» було заблоковано мотоциклами і машинами байкерів з проросійської організації «Нічні вовки». З травматичної зброї вони обстріляли автомобіль українських сил, але після бійки з українськими активістами, яка зав'язалася в результаті, відступили.
З настанням сутінок до будівлі підтягнулися порядка 100 чоловік з місцевого «Антимайдану» — члени проросійської організації «Оплот», а також знімальна група телеканалу LifeNews, готуючись показово взяти штурмом осередок української організації. Одним з ватажків проросійських сил був Арсен Павлов, російський бойовик, відомий під прізвиськом «Моторола», який пізніше зізнався, що це був перший бій його підрозділу.
Район бою був очеплений силами міліції, яка, однак, не поспішала нічого робити, очікуючи розв'язки.
При першій спробі бойовиків взяти штурмом офіс, з вікон другого поверху в їхній бік полетіли пляшки з горючою сумішшю та світлошумові гранати. Проросійські сили спробували взяти будівлю з чорного входу з вулиці Сумської, але у вузькому провулку були побиті.
Після цього сутичка переросла у вогнепальний бій, в якому вогонь вели як з боку нападників, так і з боку оборонців. Захисники будівлі мали гладкоствольні рушниці і травматичні пістолети, проросійські сили мали нарізну зброю, зокрема і калібру 7,62 мм. У вікна офісу почали попадати кулі. Російські бойовики йшли вишикувані у колону, коли перший з них, Артем Жудов, дістав поранення з дробовика. «Моторола» прикрив відхід колони з пораненим рекламним щитом. Після перших жертв бойовики відійшли.
Українським силам вдалося відстояти будівлю. Після приїзду на місце події міського голови Харкова Геннадія Кернеса та керівництва міської міліції разом з силами міліцейського спецназу, 30 українських активістів було затримано і доправлено у відділок, у той час як росіяни і проросійські бойовики вийшли.

## Втрати
Внаслідок зіткнення від отриманих вогнепальних поранень загинули дві людини, імовірно члени організації «Оплот»: за даними Харківської лікарні швидкої допомоги, один чоловік помер внаслідок поранення в живіт і груди дробом (за іншими даними картеччю), інший — від кульових поранень у груди. Також отримали поранення чотири людини, серед яких 1 член організації «Патріот України» і 1 працівник міліції, постраждалі були госпіталізовані в медичні установи.

## Відео
- Римарська. Харків. 14 березня 2014. 22:00 [Архівовано 11 квітня 2022 у Wayback Machine.]
- Швидка забирає постраждалих. Римарська. Харків. 14 березня 2014  [Архівовано 30 листопада 2014 у Wayback Machine.]
- Харків. Римарська. Ніч на 15-те березня 2014